# Campeonato Mundial de Fórmula 1 de 2019
O Campeonato Mundial de Fórmula 1 de 2019 foi a 70ª temporada do Campeonato Mundial de Fórmula 1, que é reconhecido pela Federação Internacional de Automobilismo (FIA), o órgão regulador do automobilismo internacional, como a mais alta categoria de competição para carros de corrida monopostos. O campeonato foi disputado em 21 Grandes Prêmios realizados em diferentes países. Equipes e pilotos competiram para serem campeões mundiais de construtores e de pilotos, respectivamente. A temporada de 2019 também marcou a disputa do milésimo Grande Prêmio do Campeonato Mundial que foi realizado no Circuito Internacional de Xangai, em Xangai na China, no dia 14 de abril.
Lewis Hamilton defendeu com sucesso o Campeonato Mundial de Pilotos pelo segundo ano consecutivo, conquistando seu sexto título no Grande Prêmio dos Estados Unidos. A Mercedes defendeu com sucesso o Campeonato Mundial de Construtores, conquistando o título pelo sexto ano consecutivo no Grande Prêmio do Japão e igualando o recorde da Ferrari conquistado entre 1999 e 2004.

## Pilotos e equipes
Os três primeiros colocados da temporada de 2019:
| Campeão        | Vice-campeão    | Terceiro lugar |
| -------------- | --------------- | -------------- |
|                |                 |                |
| Lewis Hamilton | Valtteri Bottas | Max Verstappen |
| Mercedes       | Mercedes        | Red Bull-Honda |

Os seguintes pilotos e equipes participaram do Campeonato Mundial de Fórmula 1 de 2019:
| Equipe                           | Construtor                | Chassi(s)        | Unidade de potência                       | Pneu | Pilotos | Pilotos            | Pilotos | Pilotos | Pilotos                                                                    | Pilotos             | Pilotos |
| Equipe                           | Construtor                | Chassi(s)        | Unidade de potência                       | Pneu | N.°     | Nome do piloto     | Sigla   | Rodada  |                                                                            | Pilotos de teste    | Sigla   |
| -------------------------------- | ------------------------- | ---------------- | ----------------------------------------- | ---- | ------- | ------------------ | ------- | ------- | -------------------------------------------------------------------------- | ------------------- | ------- |
| Alfa Romeo Racing                | Alfa Romeo-Ferrari        | C38              | Ferrari 064                               | P    | 7       | Kimi Räikkönen     | RAI     | 1–21    | Tatiana Calderón Marcus Ericsson Mick Schumacher Juan Manuel Correa        | CAL ERI SCH COR     |         |
| Alfa Romeo Racing                | Alfa Romeo-Ferrari        | C38              | Ferrari 064                               | P    | 99      | Antonio Giovinazzi | GIO     | 1–21    | Tatiana Calderón Marcus Ericsson Mick Schumacher Juan Manuel Correa        | CAL ERI SCH COR     |         |
| Scuderia Ferrari                 | Ferrari                   | SF90             | Ferrari 064                               | P    | 5       | Sebastian Vettel   | VET     | 1–21    | Pascal Wehrlein Brendon Hartley Davide Rigon Antonio Fuoco Mick Schumacher | WEH HAR RIG FUO SCH |         |
| Scuderia Ferrari                 | Ferrari                   | SF90             | Ferrari 064                               | P    | 16      | Charles Leclerc    | LEC     | 1–21    | Pascal Wehrlein Brendon Hartley Davide Rigon Antonio Fuoco Mick Schumacher | WEH HAR RIG FUO SCH |         |
| Haas F1 Team                     | Haas-Ferrari              | VF-19            | Ferrari 064                               | P    | 8       | Romain Grosjean    | GRO     | 1–21    | Pietro Fittipaldi Louis Delétraz                                           | FIT DEL             |         |
| Haas F1 Team                     | Haas-Ferrari              | VF-19            | Ferrari 064                               | P    | 20      | Kevin Magnussen    | MAG     | 1–21    | Pietro Fittipaldi Louis Delétraz                                           | FIT DEL             |         |
| McLaren F1 Team                  | McLaren-Renault           | MCL34            | Renault E-Tech 19                         | P    | 4       | Lando Norris       | NOR     | 1–21    | Sérgio Sette Câmara Sergey Sirotkin Fernando Alonso                        | SET SIR ALO         |         |
| McLaren F1 Team                  | McLaren-Renault           | MCL34            | Renault E-Tech 19                         | P    | 55      | Carlos Sainz Jr.   | SAI     | 1–21    | Sérgio Sette Câmara Sergey Sirotkin Fernando Alonso                        | SET SIR ALO         |         |
| Mercedes-AMG Petronas Motorsport | Mercedes                  | F1 W10 EQ Power+ | Mercedes-AMG M10 EQ Power+                | P    | 44      | Lewis Hamilton     | HAM     | 1–21    | Esteban Ocon Stoffel Vandoorne Esteban Gutiérrez                           | OCO VAN GUT         |         |
| Mercedes-AMG Petronas Motorsport | Mercedes                  | F1 W10 EQ Power+ | Mercedes-AMG M10 EQ Power+                | P    | 77      | Valtteri Bottas    | BOT     | 1–21    | Esteban Ocon Stoffel Vandoorne Esteban Gutiérrez                           | OCO VAN GUT         |         |
| SportPesa Racing Point F1 Team   | Racing Point-BWT Mercedes | RP19             | BWT Mercedes (Mercedes-AMG M10 EQ Power+) | P    | 11      | Sergio Pérez       | PER     | 1–21    | Nick Yelloly                                                               | YEL                 |         |
| SportPesa Racing Point F1 Team   | Racing Point-BWT Mercedes | RP19             | BWT Mercedes (Mercedes-AMG M10 EQ Power+) | P    | 18      | Lance Stroll       | STR     | 1–21    | Nick Yelloly                                                               | YEL                 |         |
| Aston Martin Red Bull Racing     | Red Bull-Honda            | RB15             | Honda RA619H                              | P    | 10      | Pierre Gasly       | GAS     | 1–12    | Sebastien Buemi Dan Ticktum                                                | BUE TIC             |         |
| Aston Martin Red Bull Racing     | Red Bull-Honda            | RB15             | Honda RA619H                              | P    | 33      | Max Verstappen     | VER     | 1–21    | Sebastien Buemi Dan Ticktum                                                | BUE TIC             |         |
| Aston Martin Red Bull Racing     | Red Bull-Honda            | RB15             | Honda RA619H                              | P    | 23      | Alexander Albon    | ALB     | 13–21   | Sebastien Buemi Dan Ticktum                                                | BUE TIC             |         |
| Renault F1 Team                  | Renault                   | R.S.19           | Renault E-Tech 19                         | P    | 3       | Daniel Ricciardo   | RIC     | 1–21    | Sergey Sirotkin Jack Aitken                                                | SIR AIT             |         |
| Renault F1 Team                  | Renault                   | R.S.19           | Renault E-Tech 19                         | P    | 27      | Nico Hülkenberg    | HUL     | 1–21    | Sergey Sirotkin Jack Aitken                                                | SIR AIT             |         |
| Red Bull Toro Rosso Honda        | Toro Rosso-Honda          | STR14            | Honda RA619H                              | P    | 23      | Alexander Albon    | ALB     | 1–12    | Naoki Yamamoto Sébastien Buemi                                             | YAM BUE             |         |
| Red Bull Toro Rosso Honda        | Toro Rosso-Honda          | STR14            | Honda RA619H                              | P    | 26      | Daniil Kvyat       | KVY     | 1–21    | Naoki Yamamoto Sébastien Buemi                                             | YAM BUE             |         |
| Red Bull Toro Rosso Honda        | Toro Rosso-Honda          | STR14            | Honda RA619H                              | P    | 10      | Pierre Gasly       | GAS     | 13–21   | Naoki Yamamoto Sébastien Buemi                                             | YAM BUE             |         |
| ROKiT Williams Racing            | Williams-Mercedes         | FW42             | Mercedes-AMG M10 EQ Power+                | P    | 63      | George Russell     | RUS     | 1–21    | Nicholas Latifi                                                            | LAT                 |         |
| ROKiT Williams Racing            | Williams-Mercedes         | FW42             | Mercedes-AMG M10 EQ Power+                | P    | 88      | Robert Kubica      | KUB     | 1–21    | Nicholas Latifi                                                            | LAT                 |         |
| Fontes:                          |                           |                  |                                           |      |         |                    |         |         |                                                                            |                     |         |

### Mudanças nas equipes
- A Red Bull Racing encerrou sua parceria de doze anos com a Renault e mudou para as unidades de potência Honda.[64][65] Com isso, a Red Bull Racing junta-se a Scuderia Toro Rosso no uso de propulsores Honda, esta última se juntou à fabricante japonesa para participar da temporada de 2018. Apesar disso, nenhuma equipe passou a ser reconhecida como a equipe oficial de fábrica da Honda.[66][67] O acordo com a Honda é de dois anos, garantindo o fornecimento de unidades de potência para a Red Bull Racing até que a próxima geração de regulamentações de motores seja introduzida em 2021.[68]

- A Racing Point Force India F1 Team foi oficialmente renomeada para Racing Point F1 Team,[35] removendo o nome "Force India", que esteve presente no grid da Fórmula 1 desde a temporada de 2008.[69][70]

- Como parte de um acordo de patrocínio, a Sauber alterou seu nome e se transformou na Alfa Romeo Racing,[71] removendo o nome "Sauber", que esteve presente no grid da Fórmula 1 desde a temporada de 1993.[4] Porém, a posse e gestão da equipe remanescente de Hinwil permaneceram inalteradas e independentes.[72][73]
- Houve uma troca de pilotos entre a Red Bull Racing e a Scuderia Toro Rosso para o Grande Prêmio da Bélgica. O tailandês Alexander Albon foi para a equipe austríaca como novo companheiro de Max Verstappen e Pierre Gasly na escuderia italiana como companheiro de Daniil Kvyat.

## Calendário
Os seguintes vinte e um Grandes Prêmios foram realizados como parte do calendário da temporada de 2019:
| Grande Prêmio | Grande Prêmio                    | Circuito                                       | Data           |
| ------------- | -------------------------------- | ---------------------------------------------- | -------------- |
| 01            | Grande Prêmio da Austrália       | Circuito de Albert Park, Melbourne             | 17 de Março    |
| 02            | Grande Prêmio do Barém           | Circuito Internacional do Barém, Sakhir        | 31 de Março    |
| 03            | Grande Prêmio da China           | Circuito Internacional de Xangai, Xangai       | 14 de Abril    |
| 04            | Grande Prêmio do Azerbaijão      | Circuito Urbano de Bacu, Bacu                  | 28 de Abril    |
| 05            | Grande Prêmio da Espanha         | Circuito de Barcelona-Catalunha, Montmeló      | 12 de Maio     |
| 06            | Grande Prêmio de Mônaco          | Circuito de Mônaco, Monte Carlo                | 26 de Maio     |
| 07            | Grande Prêmio do Canadá          | Circuito Gilles Villeneuve, Montreal           | 09 de Junho    |
| 08            | Grande Prêmio da França          | Circuito Paul Ricard, Le Castellet             | 23 de Junho    |
| 09            | Grande Prêmio da Áustria         | Red Bull Ring, Spielberg                       | 30 de Junho    |
| 10            | Grande Prêmio da Grã-Bretanha    | Circuito de Silverstone, Silverstone           | 14 de Julho    |
| 11            | Grande Prêmio da Alemanha        | Hockenheimring, Hockenheim                     | 28 de Julho    |
| 12            | Grande Prêmio da Hungria         | Hungaroring, Mogyoród                          | 04 de Agosto   |
| 13            | Grande Prêmio da Bélgica         | Circuito de Spa-Francorchamps, Stavelot        | 01 de Setembro |
| 14            | Grande Prêmio da Itália          | Autódromo Nacional de Monza, Monza             | 08 de Setembro |
| 15            | Grande Prêmio de Singapura       | Circuito Urbano de Marina Bay, Baía da Marina  | 22 de Setembro |
| 16            | Grande Prêmio da Rússia          | Autódromo de Sóchi, Sóchi                      | 29 de Setembro |
| 17            | Grande Prêmio do Japão           | Circuito de Suzuka, Suzuka                     | 13 de Outubro  |
| 18            | Grande Prêmio do México          | Autódromo Hermanos Rodríguez, Cidade do México | 27 de Outubro  |
| 19            | Grande Prêmio dos Estados Unidos | Circuito das Américas, Austin                  | 03 de Novembro |
| 20            | Grande Prêmio do Brasil          | Autódromo de Interlagos, São Paulo             | 17 de Novembro |
| 21            | Grande Prêmio de Abu Dhabi       | Circuito de Yas Marina, Abu Dhabi              | 01 de Dezembro |
| Fontes:       |                                  |                                                |                |

### Mudanças no calendário
- O Circuito Internacional de Xangai, na China, foi confirmado como palco do milésimo grande prêmio da história da categoria.
- Não houve mais corridas em três fins de semana consecutivos, como ocorreu em 2018 com as etapas de França, Áustria e Inglaterra.
- Depois de muitas discussões de bastidores em relação ao contrato com o Liberty Media, o Grande Prêmio da Alemanha consta no calendário, novamente no circuito de Hockenheim.
- Houve a inversão de ordem dos GP's do México e dos Estados Unidos em relação ao ano de 2018.
- Foi a primeira vez desde 1962 que o Mundial teve sua última prova realizada em dezembro.

## Mudanças no regulamento
Na reunião do Conselho Mundial de Automobilismo da FIA, realizada em Paris, foram estabelecidas novas regras para o campeonato de 2019:
Novas asas dianteira e traseira, mais simplificada, de modo a garantir corridas com os carros andando mais próximos uns dos outros.
Zona do freio (travão) e suspensão mais simplificada para não incomodar tanto o fluxo do ar.
- Nova posição para os espelhos retrovisores e a asa traseira para ajudar na visibilidade traseira.
- A localização das câmeras onboard foi alterada para obter uma visão mais clara sobre o halo.
- Lanternas (faróis) traseiros foram adicionados à lateral da asa traseira.
- Pequenas modificações foram feitas para a carenagem do halo para ajudar na saída do piloto.

## Pneus
Desde 2011, a Pirelli tem sido a fornecedora oficial de pneus do campeonato de Fórmula 1. Como mudança na temporada, a Pirelli, a pedido da FIA, decidiu simplificar os nomes que indicam os pneus de pista seca, sendo eles Macio, Médio e Duro, com suas respectivas cores. O tipo de composto utilizado era separado em nomenclaturas (C1 [Mais Duro] ao C5 [Mais Macio]), sendo separado para cada Grande Prêmio três dos cinco compostos disponíveis pela Pirelli.
| Nome do composto | Cor      | Cor | Banda de rolamento  | Condições de condução | Dry Type*                          | Aderência   | Longevidade |
| ---------------- | -------- | --- | ------------------- | --------------------- | ---------------------------------- | ----------- | ----------- |
| Macio            | Vermelho |     | Slick (P Zero™)     | Seco                  | Soft                               | Muito alta  | Muito baixa |
| Médio            | Amarelo  |     | Slick (P Zero™)     | Seco                  | Medium                             | Média       | Média       |
| Duro             | Branco   |     | Slick (P Zero™)     | Seco                  | Hard                               | Muito baixa | Muito alta  |
| Intermediário    | Verde    |     | Sulcos (Cinturato™) | Molhado               | Intermediate (Água não estagnante) | —           | —           |
| Chuva            | Azul     |     | Sulcos (Cinturato™) | Molhado               | Wet (Água estagnante)              | —           | —           |

| Compostos     | AUS | BHR | CHN | AZE | ESP | MON | CAN | FRA | AUT | GBR | ALE | HUN | BEL | ITA | SIN | RUS | JAP | MEX | EUA | BRA | ABU |
| ------------- | --- | --- | --- | --- | --- | --- | --- | --- | --- | --- | --- | --- | --- | --- | --- | --- | --- | --- | --- | --- | --- |
| Duro          | C2  | C1  | C2  | C2  | C1  | C3  | C3  | C2  | C2  | C1  | C2  | C2  | C1  | C2  | C3  | C2  | C1  | C2  | C2  | C1  | C3  |
| Médio         | C3  | C2  | C3  | C3  | C2  | C4  | C4  | C3  | C3  | C2  | C3  | C3  | C2  | C3  | C4  | C3  | C2  | C3  | C3  | C2  | C4  |
| Macio         | C4  | C3  | C4  | C4  | C3  | C5  | C5  | C4  | C4  | C3  | C4  | C4  | C3  | C4  | C5  | C4  | C3  | C4  | C4  | C3  | C5  |
| Intermediário | I   | I   | I   | I   | I   | I   | I   | I   | I   | I   | I   | I   | I   | I   | I   | I   | I   | I   | I   | I   | I   |
| Chuva         | W   | W   | W   | W   | W   | W   | W   | W   | W   | W   | W   | W   | W   | W   | W   | W   | W   | W   | W   | W   | W   |
| Referência    |     |     |     |     |     |     |     |     |     |     |     |     |     |     |     |     |     |     |     |     |     |

Legenda:
| Pneu que foi utilizado para o Grande Prêmio. Pneu que não foi utilizado para o Grande Prêmio. |

## Calendário de lançamento dos carros
| Equipe     | Chassis          | Data            | Local                    | Ref.   |
| ---------- | ---------------- | --------------- | ------------------------ | ------ |
| Haas       | VF-19            | 7 de fevereiro  | Londres, Reino Unido     | [ 79 ] |
| Toro Rosso | STR14            | 11 de fevereiro | Online                   | [ 80 ] |
| Williams   | FW42             | 11 de fevereiro | Grove, Reino Unido       | [ 81 ] |
| Renault    | R.S.19           | 12 de fevereiro | Enstone, Reino Unido     | [ 82 ] |
| Mercedes   | F1 W10 EQ Power+ | 13 de fevereiro | Silverstone, Reino Unido | [ 83 ] |

| Equipe            | Chassis | Data            | Local               | Ref.   |
| ----------------- | ------- | --------------- | ------------------- | ------ |
| Red Bull          | RB15    | 13 de fevereiro | Online              | [ 84 ] |
| Racing Point      | RP19    | 13 de fevereiro | Toronto, Canadá     | [ 85 ] |
| McLaren           | MCL34   | 14 de fevereiro | Woking, Reino Unido | [ 86 ] |
| Ferrari           | SF90    | 15 de fevereiro | Maranello, Itália   | [ 87 ] |
| Alfa Romeo Racing | C38     | 18 de fevereiro | Montmeló, Espanha   | [ 88 ] |

Galeria

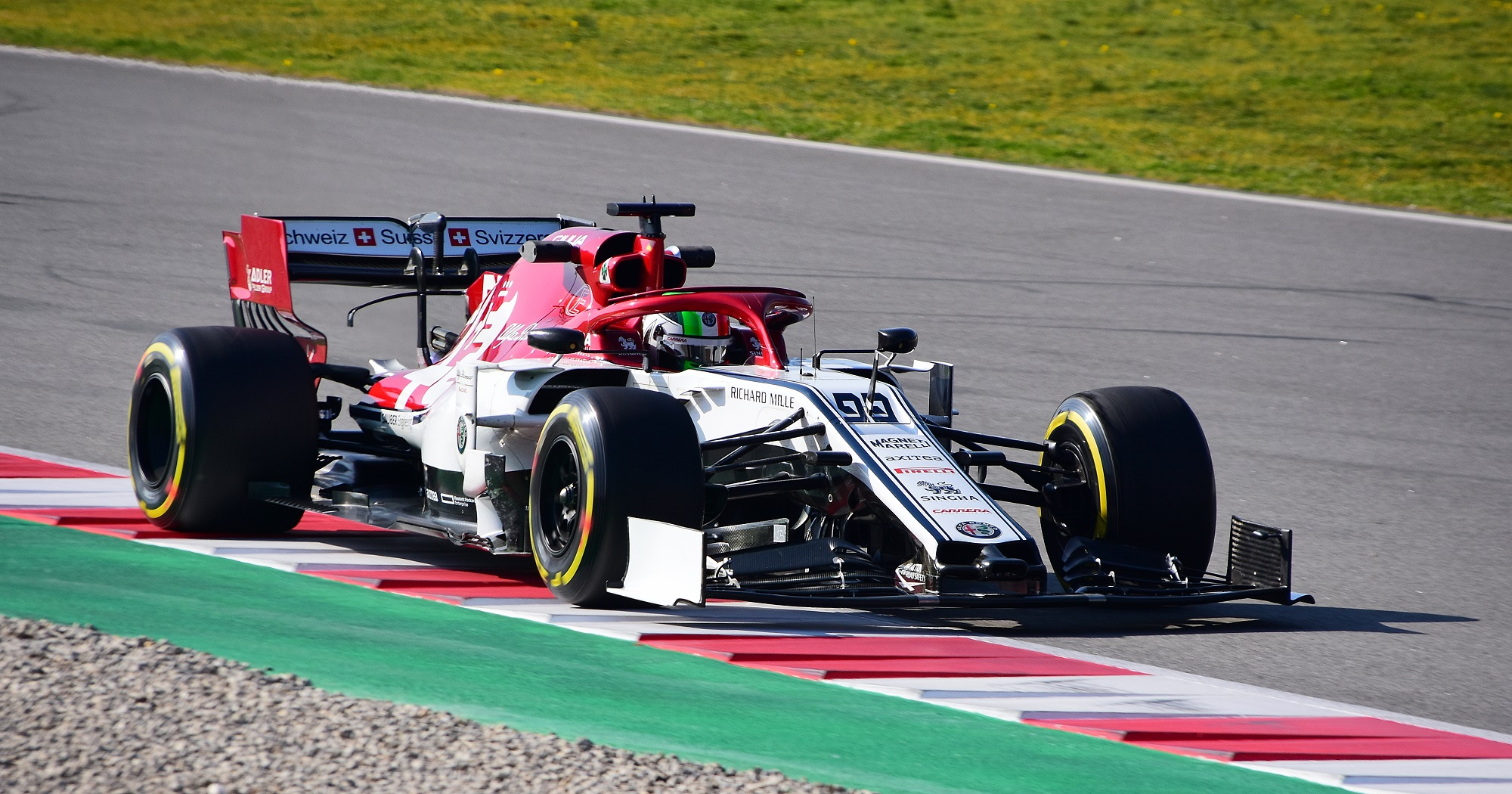
Alfa Romeo Racing
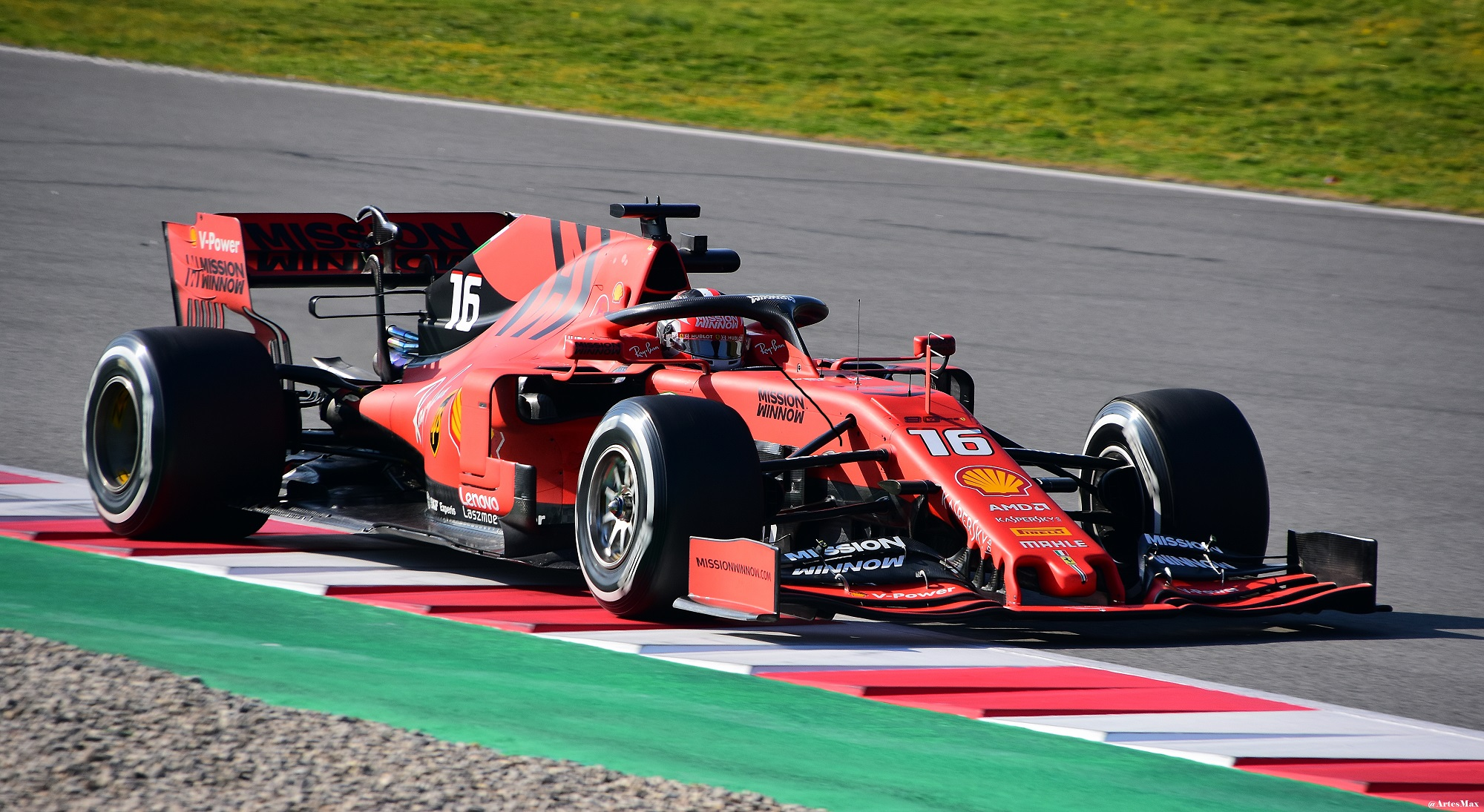
Ferrari
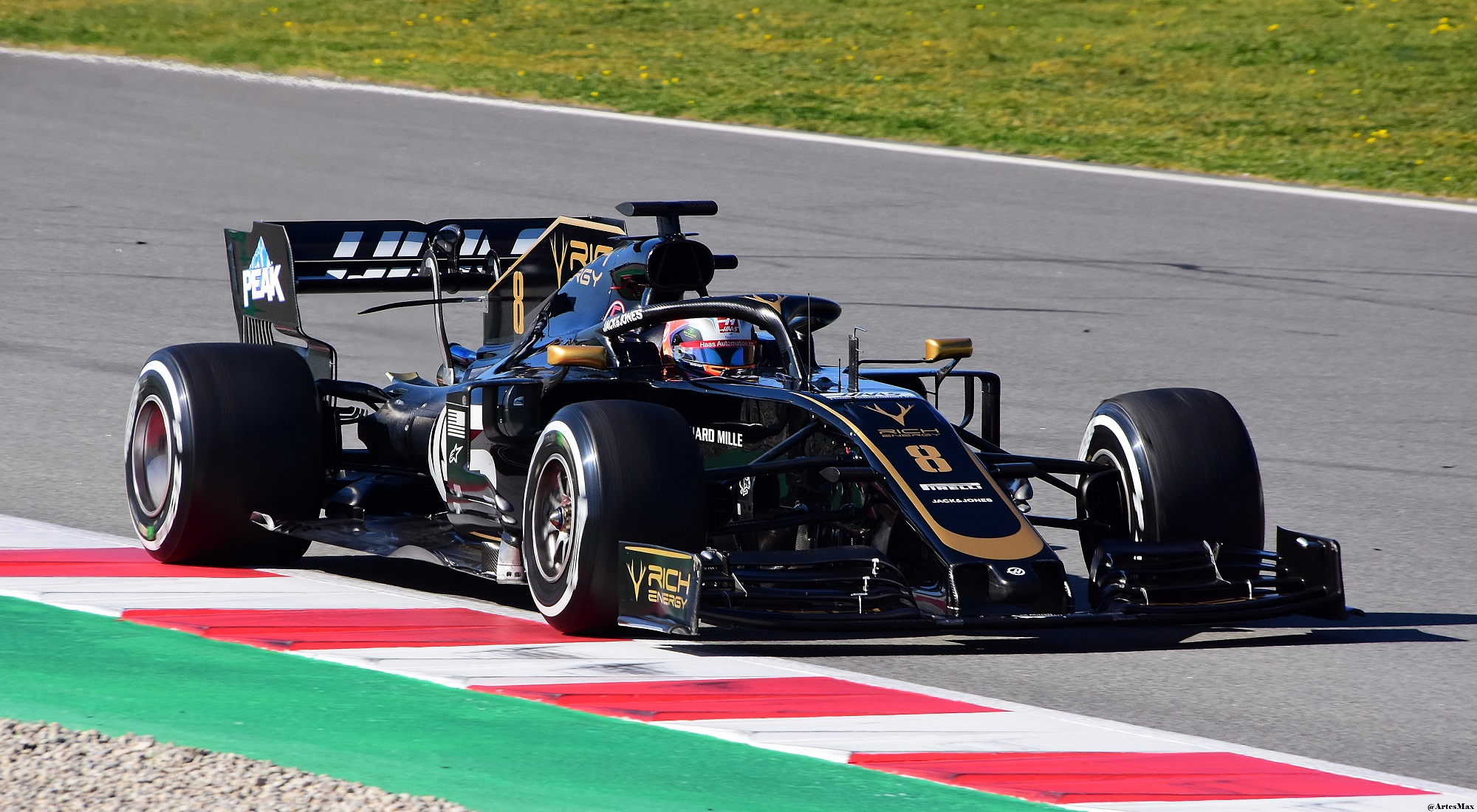
Haas
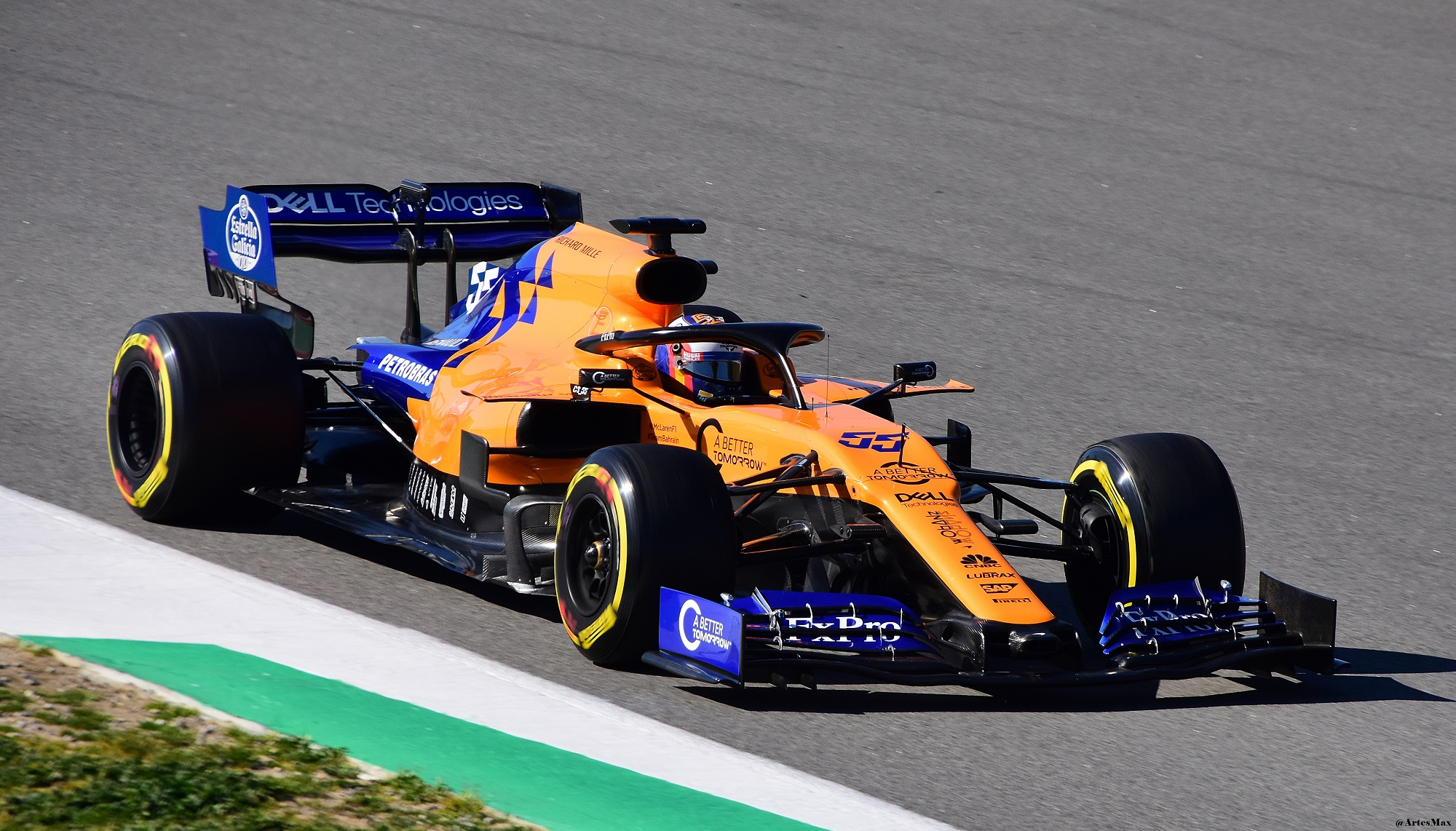
McLaren
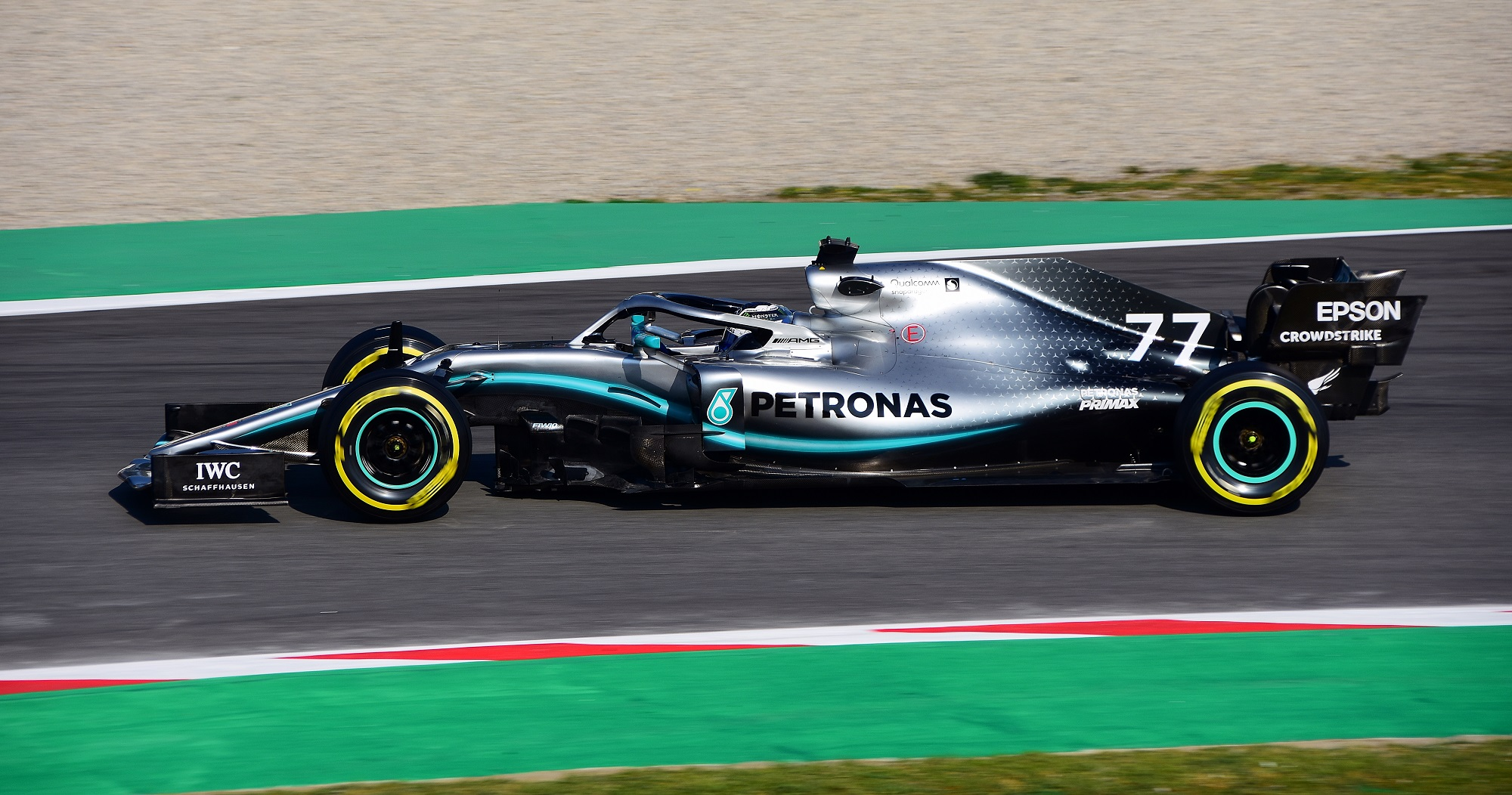
Mercedes
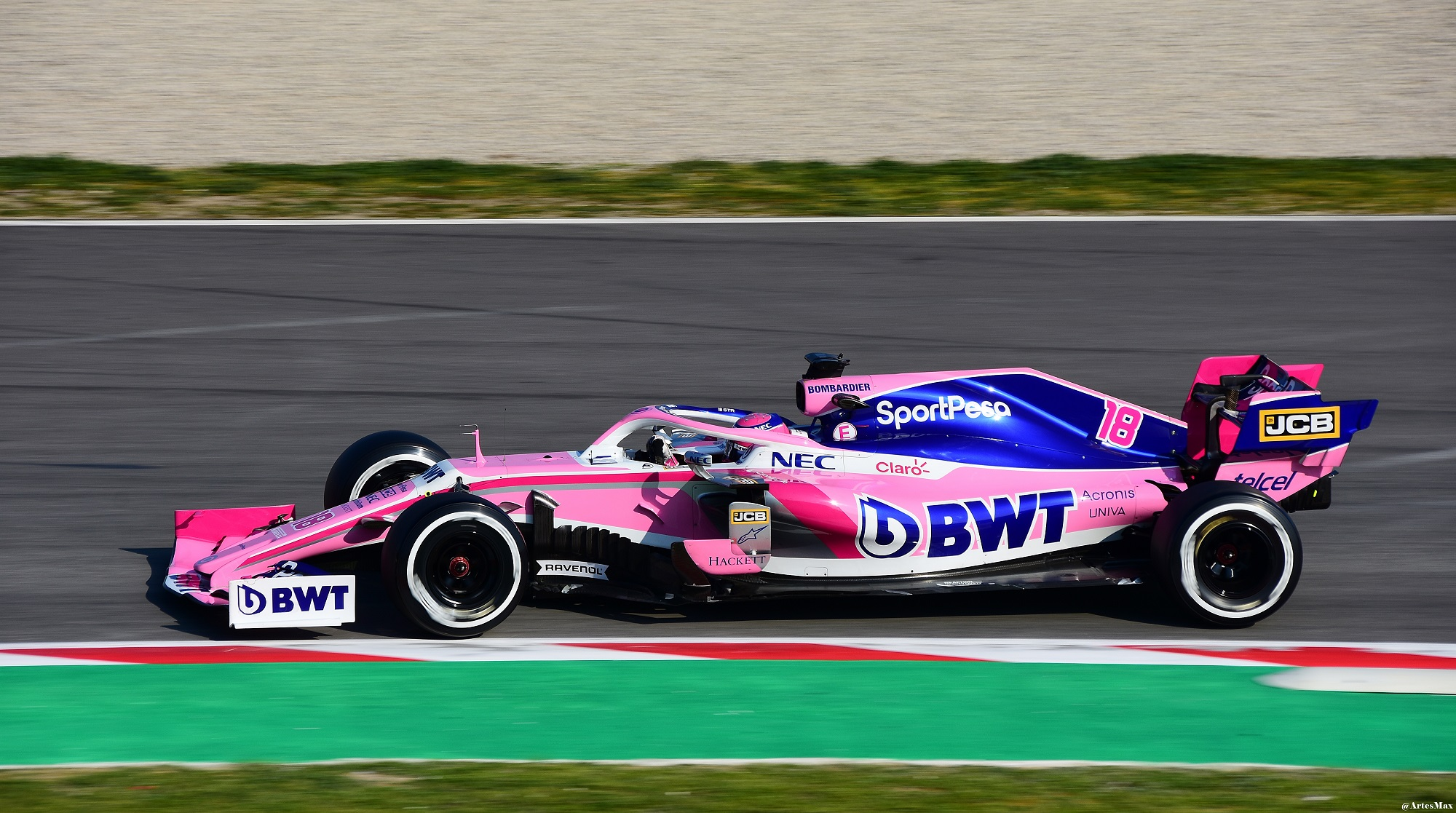
Racing Point
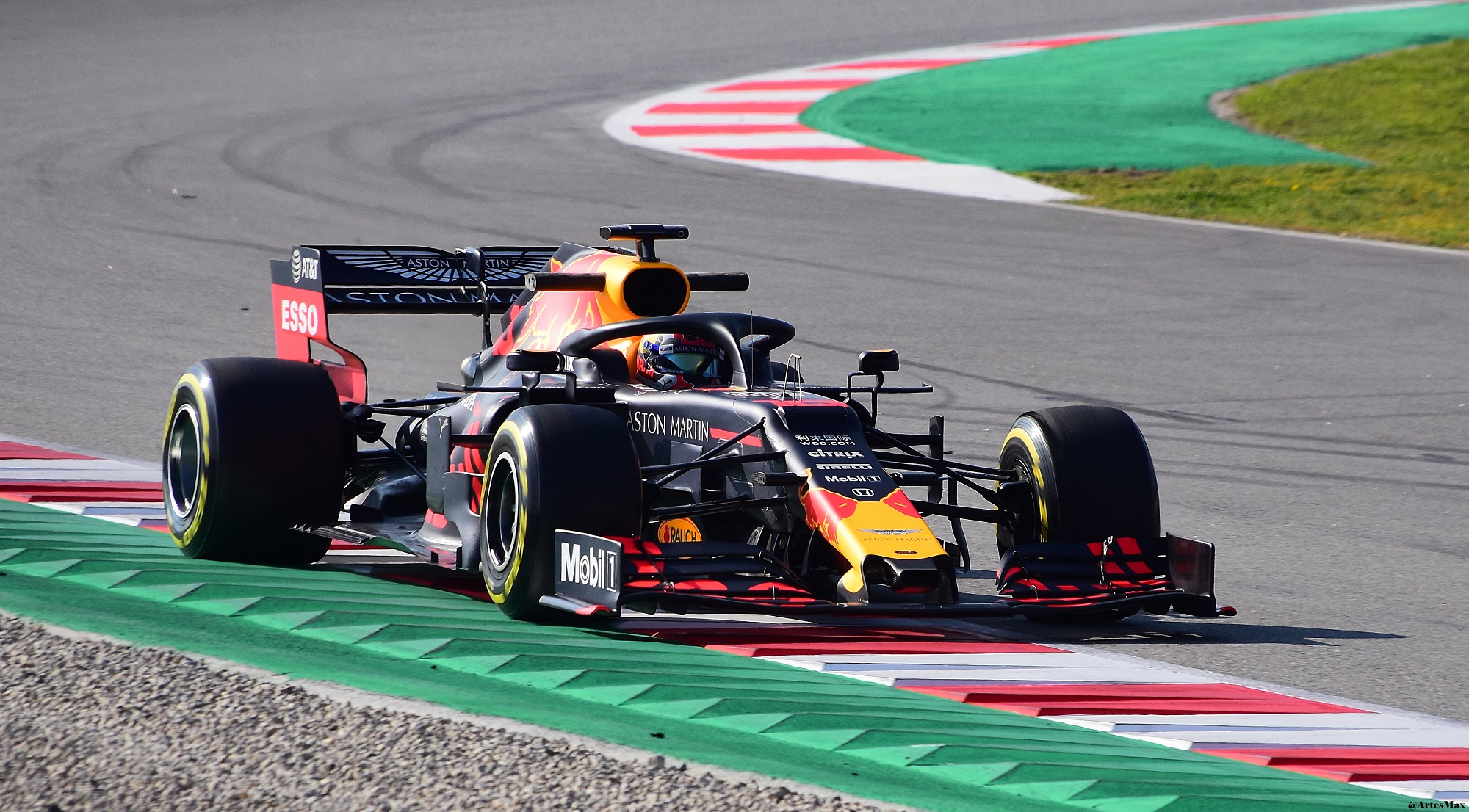
Red Bull
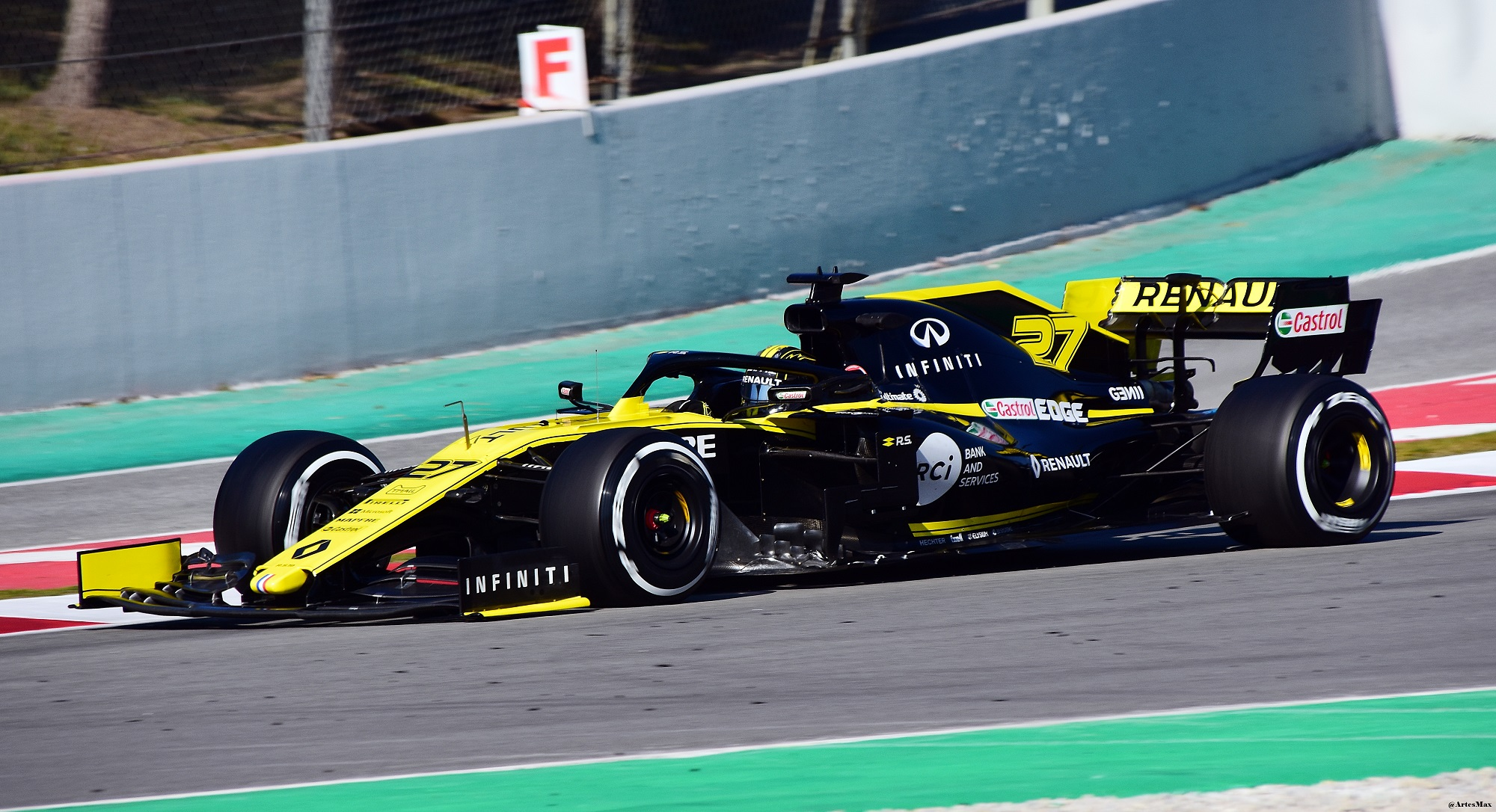
Renault
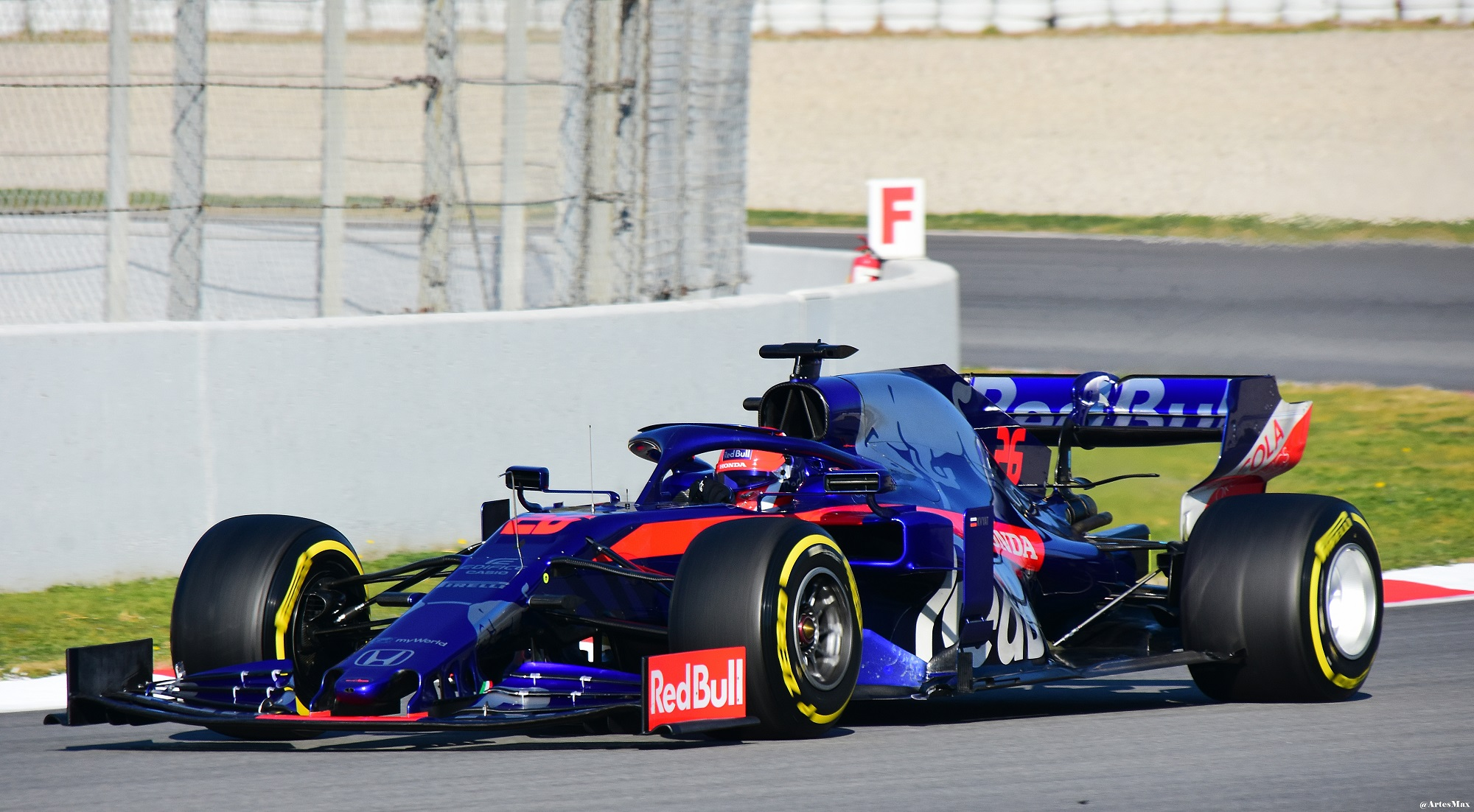
Toro Rosso
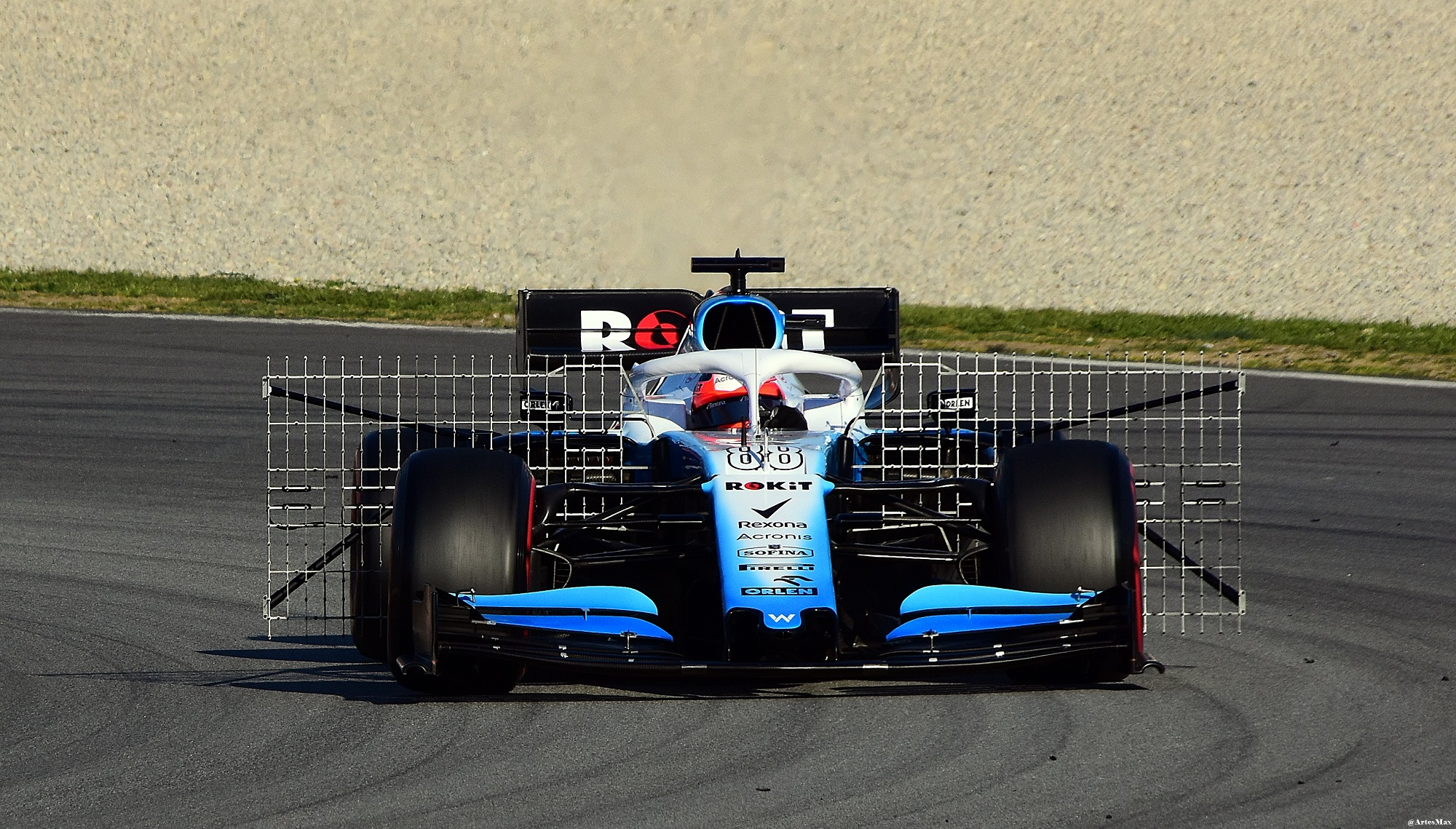
Williams

## Pré-temporada
Os testes de pré-temporada foram realizados nos dias de 18 até 21 de fevereiro e de 26 fevereiro até 1 de março. O circuito escolhido foi novamente o Circuito de Barcelona-Catalunha em Montmeló, Espanha.
(Em negrito, a volta mais rápida de cada semana)
| N.º | Circuito                                  | Mapa do circuito | Resultados       | Resultados | Resultados | Resultados   | Resultados | Resultados | Resultados |
| --- | ----------------------------------------- | ---------------- | ---------------- | ---------- | ---------- | ------------ | ---------- | ---------- | ---------- |
| 1   | Circuito de Barcelona-Catalunha, Montmeló |                  | Dia              | Piloto     | Equipe     | Melhor tempo | Voltas     | Pneu       | Ref.       |
| 1   | Circuito de Barcelona-Catalunha, Montmeló | 18 de fevereiro  | Sebastian Vettel | Ferrari    | 1:18.161   | 169          |            | [ 90 ]     |            |
| 1   | Circuito de Barcelona-Catalunha, Montmeló | 19 de fevereiro  | Charles Leclerc  | Ferrari    | 1:18.247   | 157          |            | [ 91 ]     |            |
| 1   | Circuito de Barcelona-Catalunha, Montmeló | 20 de fevereiro  | Daniil Kvyat     | Toro Rosso | 1:17.704   | 137          |            | [ 92 ]     |            |
| 1   | Circuito de Barcelona-Catalunha, Montmeló | 21 de fevereiro  | Nico Hülkenberg  | Renault    | 1:17.393   | 24           |            | [ 93 ]     |            |
| 2   | Circuito de Barcelona-Catalunha, Montmeló |                  | Dia              | Piloto     | Equipe     | Melhor tempo | Voltas     | Pneu       | Ref.       |
| 2   | Circuito de Barcelona-Catalunha, Montmeló | 26 de fevereiro  | Lando Norris     | McLaren    | 1:17.709   | 80           |            | [ 94 ]     |            |
| 2   | Circuito de Barcelona-Catalunha, Montmeló | 27 de fevereiro  | Carlos Sainz Jr. | McLaren    | 1:17.144   | 130          |            | [ 95 ]     |            |
| 2   | Circuito de Barcelona-Catalunha, Montmeló | 28 de fevereiro  | Charles Leclerc  | Ferrari    | 1:16.231   | 138          |            | [ 96 ]     |            |
| 2   | Circuito de Barcelona-Catalunha, Montmeló | 1 de março       | Sebastian Vettel | Ferrari    | 1:16.224   | 110          |            | [ 97 ]     |            |

## Resultados e classificação

### Por Grande Prêmio
| Nº | Grande Prêmio                    | Pole Position    | Tempo    | Volta mais rápida | Tempo    | Piloto do dia    | Vencedor         | Equipe         | Descrição |
| -- | -------------------------------- | ---------------- | -------- | ----------------- | -------- | ---------------- | ---------------- | -------------- | --------- |
| 1  | Grande Prêmio da Austrália       | Lewis Hamilton   | 1:20.486 | Valtteri Bottas   | 1:25.580 | Valtteri Bottas  | Valtteri Bottas  | Mercedes       | Descrição |
| 2  | Grande Prêmio do Barém           | Charles Leclerc  | 1:27.866 | Charles Leclerc   | 1:33.411 | Charles Leclerc  | Lewis Hamilton   | Mercedes       | Descrição |
| 3  | Grande Prêmio da China           | Valtteri Bottas  | 1:31.547 | Pierre Gasly      | 1:34.742 | Alexander Albon  | Lewis Hamilton   | Mercedes       | Descrição |
| 4  | Grande Prêmio do Azerbaijão      | Valtteri Bottas  | 1:40.495 | Charles Leclerc   | 1:43:009 | Charles Leclerc  | Valtteri Bottas  | Mercedes       | Descrição |
| 5  | Grande Prêmio da Espanha         | Valtteri Bottas  | 1:15.406 | Lewis Hamilton    | 1:18.492 | Max Verstappen   | Lewis Hamilton   | Mercedes       | Descrição |
| 6  | Grande Prêmio de Mônaco          | Lewis Hamilton   | 1:10.166 | Pierre Gasly      | 1:14.279 | Max Verstappen   | Lewis Hamilton   | Mercedes       | Descrição |
| 7  | Grande Prêmio do Canadá          | Sebastian Vettel | 1:10.240 | Valtteri Bottas   | 1:13.078 | Sebastian Vettel | Lewis Hamilton   | Mercedes       | Descrição |
| 8  | Grande Prêmio da França          | Lewis Hamilton   | 1:28.319 | Sebastian Vettel  | 1:32.740 | Lando Norris     | Lewis Hamilton   | Mercedes       | Descrição |
| 9  | Grande Prêmio da Áustria         | Charles Leclerc  | 1:03.003 | Max Verstappen    | 1:07.475 | Max Verstappen   | Max Verstappen   | Red Bull-Honda | Descrição |
| 10 | Grande Prêmio da Grã-Bretanha    | Valtteri Bottas  | 1:25.093 | Lewis Hamilton    | 1:27.369 | Charles Leclerc  | Lewis Hamilton   | Mercedes       | Descrição |
| 11 | Grande Prêmio da Alemanha        | Lewis Hamilton   | 1:11.767 | Max Verstappen    | 1:16.645 | Max Verstappen   | Max Verstappen   | Red Bull-Honda | Descrição |
| 12 | Grande Prêmio da Hungria         | Max Verstappen   | 1:14.572 | Max Verstappen    | 1:17.103 | Max Verstappen   | Lewis Hamilton   | Mercedes       | Descrição |
| 13 | Grande Prêmio da Bélgica         | Charles Leclerc  | 1:42.519 | Sebastian Vettel  | 1:46.409 | Lando Norris     | Charles Leclerc  | Ferrari        | Descrição |
| 14 | Grande Prêmio da Itália          | Charles Leclerc  | 1:19.307 | Lewis Hamilton    | 1:21.779 | Charles Leclerc  | Charles Leclerc  | Ferrari        | Descrição |
| 15 | Grande Prêmio de Singapura       | Charles Leclerc  | 1:36.217 | Kevin Magnussen1  | 1:42.301 | Sebastian Vettel | Sebastian Vettel | Ferrari        | Descrição |
| 16 | Grande Prêmio da Rússia          | Charles Leclerc  | 1:31.628 | Lewis Hamilton    | 1:35.761 | Sebastian Vettel | Lewis Hamilton   | Mercedes       | Descrição |
| 17 | Grande Prêmio do Japão           | Sebastian Vettel | 1:27.064 | Lewis Hamilton    | 1:30.983 | Valtteri Bottas  | Valtteri Bottas  | Mercedes       | Descrição |
| 18 | Grande Prêmio do México          | Charles Leclerc2 | 1:15.024 | Charles Leclerc   | 1:19.232 | Max Verstappen   | Lewis Hamilton   | Mercedes       | Descrição |
| 19 | Grande Prêmio dos Estados Unidos | Valtteri Bottas  | 1:32.029 | Charles Leclerc   | 1:36.069 | Alexander Albon  | Valtteri Bottas  | Mercedes       | Descrição |
| 20 | Grande Prêmio do Brasil          | Max Verstappen   | 1:07.508 | Valtteri Bottas1  | 1:10.698 | Max Verstappen   | Max Verstappen   | Red Bull-Honda | Descrição |
| 21 | Grande Prêmio de Abu Dhabi       | Lewis Hamilton   | 1:34.779 | Lewis Hamilton    | 1:39.283 | Nico Hülkenberg  | Lewis Hamilton   | Mercedes       | Descrição |

Notas
- ↑1  – Não era dado ponto se a volta mais rápida fosse feita por um piloto que não estivesse entre as 10 primeiras posições no final da corrida.
- ↑2  – Max Verstappen fez a pole do GP do México, mas, por não ter reduzido a velocidade durante a bandeira amarela provocada pelo acidente de Valtteri Bottas no classificatório, o piloto acabou sendo punido e largou no quarto lugar. Com isso, Charles Leclerc ficou com a pole.

### Sistema de pontuação
Os pontos eram atribuídos até o décimo colocado. E a partir desse ano, A FIA e a organização da Fórmula 1 aprovaram o retorno do ponto extra ao piloto que fizesse a volta mais rápida durante uma corrida. O ponto adicional só era concedido caso o piloto a ter feito a volta mais veloz de um GP e que estivesse entre os 10 primeiros na classificação final da prova. Não era dado ponto se a volta mais rápida fosse feita por um piloto que não estivesse entre as 10 primeiras posições no final da corrida.
| Posição | 1º | 2º | 3º | 4º | 5º | 6º | 7º | 8º | 9º | 10º | VR* |
| Pontos  | 25 | 18 | 15 | 12 | 10 | 8  | 6  | 4  | 2  | 1   | 1   |

### Campeonato de Pilotos
| Pos. | N.º | Piloto             | AUS | BAR | CHN | AZE | ESP | MON | CAN | FRA | AUT | GBR | ALE | HUN | BEL | ITA | SIN | RUS | JAP | MEX | EUA | BRA | ABU | Ptos. |
| ---- | --- | ------------------ | --- | --- | --- | --- | --- | --- | --- | --- | --- | --- | --- | --- | --- | --- | --- | --- | --- | --- | --- | --- | --- | ----- |
| 1    | 44  | Lewis Hamilton     | 2   | 1   | 1   | 2   | 1   | 1   | 1   | 1   | 5   | 1   | 9   | 1   | 2   | 3   | 4   | 1   | 3   | 1   | 2   | 7   | 1   | 413   |
| 2    | 77  | Valtteri Bottas    | 1   | 2   | 2   | 1   | 2   | 3   | 4   | 2   | 3   | 2   | Ret | 8   | 3   | 2   | 5   | 2   | 1   | 3   | 1   | Ret | 4   | 326   |
| 3    | 33  | Max Verstappen     | 3   | 4   | 4   | 4   | 3   | 4   | 5   | 4   | 1   | 5   | 1   | 2   | Ret | 8   | 3   | 4   | Ret | 6   | 3   | 1   | 2   | 278   |
| 4    | 16  | Charles Leclerc    | 5   | 3   | 5   | 5   | 5   | Ret | 3   | 3   | 2   | 3   | Ret | 4   | 1   | 1   | 2   | 3   | 6   | 4   | 4   | 18† | 3   | 264   |
| 5    | 5   | Sebastian Vettel   | 4   | 5   | 3   | 3   | 4   | 2   | 2   | 5   | 4   | 16  | 2   | 3   | 4   | 13  | 1   | Ret | 2   | 2   | Ret | 17† | 5   | 240   |
| 6    | 55  | Carlos Sainz Jr.   | Ret | 19† | 14  | 7   | 8   | 6   | 11  | 6   | 8   | 6   | 5   | 5   | Ret | Ret | 12  | 6   | 5   | 13  | 8   | 3   | 10  | 96    |
| 7    | 10  | Pierre Gasly       | 11  | 8   | 6   | Ret | 6   | 5   | 8   | 10  | 7   | 4   | 14† | 6   | 9   | 11  | 8   | 14  | 7   | 9   | 16† | 2   | 18  | 95    |
| 8    | 23  | Alexander Albon    | 14  | 9   | 10  | 11  | 11  | 8   | Ret | 15  | 15  | 12  | 6   | 10  | 5   | 6   | 6   | 5   | 4   | 5   | 5   | 14  | 6   | 92    |
| 9    | 3   | Daniel Ricciardo   | Ret | 18† | 7   | Ret | 12  | 9   | 6   | 11  | 12  | 7   | Ret | 14  | 14  | 4   | 14  | Ret | DSQ | 8   | 6   | 6   | 11  | 54    |
| 10   | 11  | Sergio Pérez       | 13  | 10  | 8   | 6   | 15  | 13  | 12  | 12  | 11  | 17  | Ret | 11  | 6   | 7   | Ret | 7   | 8   | 7   | 10  | 9   | 7   | 52    |
| 11   | 4   | Lando Norris       | 12  | 6   | 18† | 8   | Ret | 11  | Ret | 9   | 6   | 11  | Ret | 9   | 11† | 10  | 7   | 8   | 11  | Ret | 7   | 8   | 8   | 49    |
| 12   | 7   | Kimi Räikkönen     | 8   | 7   | 9   | 10  | 14  | 17  | 15  | 7   | 9   | 8   | 12  | 7   | 16  | 15  | Ret | 13  | 12  | Ret | 11  | 4   | 13  | 43    |
| 13   | 26  | Daniil Kvyat       | 10  | 12  | Ret | Ret | 9   | 7   | 10  | 14  | 17  | 9   | 3   | 15  | 7   | Ret | 15  | 12  | 10  | 11  | 12  | 10  | 9   | 37    |
| 14   | 27  | Nico Hülkenberg    | 7   | 17† | Ret | 14  | 13  | 14  | 7   | 8   | 13  | 10  | Ret | 12  | 8   | 5   | 9   | 10  | DSQ | 10  | 9   | 15  | 12  | 37    |
| 15   | 18  | Lance Stroll       | 9   | 14  | 12  | 9   | Ret | 16  | 9   | 13  | 14  | 13  | 4   | 17  | 10  | 12  | 13  | 11  | 9   | 12  | 13  | 19† | Ret | 21    |
| 16   | 20  | Kevin Magnussen    | 6   | 13  | 13  | 13  | 7   | 12  | 17  | 17  | 19  | Ret | 8   | 13  | 12  | Ret | 17  | 9   | 15  | 15  | 18† | 11  | 14  | 20    |
| 17   | 99  | Antonio Giovinazzi | 15  | 11  | 15  | 12  | 16  | 19  | 13  | 16  | 10  | Ret | 13  | 18  | 18† | 9   | 10  | 15  | 14  | 14  | 14  | 5   | 16  | 14    |
| 18   | 8   | Romain Grosjean    | Ret | Ret | 11  | Ret | 10  | 10  | 14  | Ret | 16  | Ret | 7   | Ret | 13  | 13  | 11  | Ret | 13  | 17  | 15  | 13  | 15  | 8     |
| 19   | 88  | Robert Kubica      | 17  | 16  | 17  | 16  | 18  | 18  | 18  | 18  | 20  | 15  | 10  | 19  | 17  | 17  | 16  | Ret | 17  | 18  | Ret | 16  | 19  | 1     |
| 20   | 63  | George Russell     | 16  | 15  | 16  | 15  | 17  | 15  | 16  | 19  | 18  | 14  | 11  | 16  | 15  | 14  | Ret | Ret | 16  | 16  | 17  | 12  | 17  | 0     |
| Pos. | N.º | Piloto             | AUS | BAR | CHN | AZE | ESP | MON | CAN | FRA | AUT | GBR | ALE | HUN | BEL | ITA | SIN | RUS | JAP | MEX | EUA | BRA | ABU | Ptos. |

| Cor        | Resultado             |
| ---------- | --------------------- |
| Ouro       | Vencedor              |
| Prata      | 2.º lugar             |
| Bronze     | 3.º lugar             |
| Verde      | Terminou, nos pontos  |
| Azul       | Terminou, sem pontos  |
| Púrpura    | Ret – Retirou-se      |
| Vermelho   | NQ – Não qualificado  |
| Preto      | DSQ – Desqualificado  |
| Branco     | NL – Não largou       |
| Branco     | C – Corrida cancelada |
| Azul claro | AT – Apenas Treino    |
| Sem cor    | NP – Não participou   |
| Sem cor    | Les – Lesionado       |
| Sem cor    | EX – Excluído         |

### Campeonato de Construtores
| Pos. | Construtor                | N.º | AUS | BAR | CHN | AZE | ESP | MON | CAN | FRA | AUT | GBR | ALE | HUN | BEL | ITA | SIN | RUS | JAP | MEX | EUA | BRA | ABU | Ptos. |
| ---- | ------------------------- | --- | --- | --- | --- | --- | --- | --- | --- | --- | --- | --- | --- | --- | --- | --- | --- | --- | --- | --- | --- | --- | --- | ----- |
| 1    | Mercedes                  | 44  | 2   | 1   | 1   | 2   | 1   | 1   | 1   | 1   | 5   | 1   | 9   | 1   | 2   | 3   | 4   | 1   | 3   | 1   | 2   | 7   | 1   | 739   |
| 1    | Mercedes                  | 77  | 1   | 2   | 2   | 1   | 2   | 3   | 4   | 2   | 3   | 2   | Ret | 8   | 3   | 2   | 5   | 2   | 1   | 3   | 1   | Ret | 4   | 739   |
| 2    | Ferrari                   | 5   | 4   | 5   | 3   | 3   | 4   | 2   | 2   | 5   | 4   | 16  | 2   | 3   | 4   | 13  | 1   | Ret | 2   | 2   | Ret | 17† | 5   | 504   |
| 2    | Ferrari                   | 16  | 5   | 3   | 5   | 5   | 5   | Ret | 3   | 3   | 2   | 3   | Ret | 4   | 1   | 1   | 2   | 3   | 6   | 4   | 4   | 18† | 3   | 504   |
| 3    | Red Bull-Honda            | 10  | 11  | 8   | 6   | Ret | 6   | 5   | 8   | 10  | 7   | 4   | 14  | 6   | —   | —   | —   | —   | —   | —   | —   | —   | —   | 417   |
| 3    | Red Bull-Honda            | 33  | 3   | 4   | 4   | 4   | 3   | 4   | 5   | 4   | 1   | 5   | 1   | 2   | Ret | 8   | 3   | 4   | Ret | 6   | 3   | 1   | 2   | 417   |
| 3    | Red Bull-Honda            | 23  | —   | —   | —   | —   | —   | —   | —   | —   | —   | —   | —   | —   | 5   | 6   | 6   | 5   | 4   | 5   | 5   | 14  | 6   | 417   |
| 4    | McLaren-Renault           | 4   | 12  | 6   | 18† | 8   | Ret | 11  | Ret | 9   | 6   | 11  | Ret | 9   | 11† | 10  | 7   | 8   | 11  | Ret | 7   | 8   | 8   | 145   |
| 4    | McLaren-Renault           | 55  | Ret | 19† | 14  | 7   | 8   | 6   | 11  | 6   | 8   | 6   | 5   | 5   | Ret | Ret | 12  | 6   | 5   | 13  | 8   | 3   | 10  | 145   |
| 5    | Renault                   | 3   | Ret | 18† | 7   | Ret | 12  | 9   | 6   | 11  | 12  | 7   | Ret | 14  | 14  | 4   | 14  | Ret | DSQ | 8   | 6   | 6   | 11  | 91    |
| 5    | Renault                   | 27  | 7   | 17† | Ret | 14  | 13  | 14  | 7   | 8   | 13  | 10  | Ret | 12  | 8   | 5   | 9   | 10  | DSQ | 10  | 9   | 15  | 12  | 91    |
| 6    | Toro Rosso-Honda          | 23  | 14  | 9   | 10  | 11  | 11  | 8   | Ret | 15  | 15  | 12  | 6   | 10  | —   | —   | —   | —   | —   | —   | —   | —   | —   | 85    |
| 6    | Toro Rosso-Honda          | 26  | 10  | 12  | Ret | Ret | 9   | 7   | 10  | 14  | 17  | 9   | 3   | 15  | 7   | Ret | 15  | 12  | 10  | 11  | 12  | 10  | 9   | 85    |
| 6    | Toro Rosso-Honda          | 10  | —   | —   | —   | —   | —   | —   | —   | —   | —   | —   | —   | —   | 9   | 11  | 8   | 14  | 7   | 9   | 16  | 2   | 18  | 85    |
| 7    | Racing Point-BWT Mercedes | 11  | 13  | 10  | 8   | 6   | 15  | 13  | 12  | 12  | 11  | 15  | Ret | 11  | 6   | 7   | Ret | 7   | 8   | 7   | 10  | 9   | 7   | 73    |
| 7    | Racing Point-BWT Mercedes | 18  | 9   | 14  | 12  | 9   | Ret | 16  | 9   | 13  | 14  | 18  | 4   | 17  | 10  | 12  | 13  | 11  | 9   | 12  | 13  | 19† | Ret | 73    |
| 8    | Alfa Romeo-Ferrari        | 7   | 8   | 7   | 9   | 10  | 14  | 17  | 15  | 7   | 9   | 8   | 12  | 7   | 16  | 15  | Ret | 13  | 12  | Ret | 11  | 4   | 13  | 57    |
| 8    | Alfa Romeo-Ferrari        | 99  | 15  | 11  | 15  | 12  | 16  | 19  | 13  | 16  | 10  | Ret | 13  | 18  | 18† | 9   | 10  | 15  | 14  | 14  | 14  | 5   | 16  | 57    |
| 9    | Haas-Ferrari              | 8   | Ret | Ret | 11  | Ret | 10  | 10  | 14  | Ret | 16  | Ret | 7   | Ret | 13  | 16  | 11  | Ret | 13  | 17  | 15  | 13  | 15  | 28    |
| 9    | Haas-Ferrari              | 20  | 6   | 13  | 13  | 13  | 7   | 12  | 17  | 17  | 19  | Ret | 8   | 13  | 12  | Ret | 17  | 9   | 15  | 15  | 18  | 11  | 14  | 28    |
| 10   | Williams-Mercedes         | 63  | 16  | 15  | 16  | 15  | 17  | 15  | 16  | 19  | 18  | 15  | 11  | 16  | 15  | 14  | Ret | Ret | 16  | 16  | 17  | 12  | 17  | 1     |
| 10   | Williams-Mercedes         | 88  | 17  | 16  | 17  | 16  | 18  | 18  | 18  | 18  | 20  | 14  | 10  | 19  | 17  | 17  | 16  | Ret | 17  | 18  | Ret | 16  | 19  | 1     |
| Pos. | Construtor                | N.º | AUS | BAR | CHN | AZE | ESP | MON | CAN | FRA | AUT | GBR | ALE | HUN | BEL | ITA | SIN | RUS | JAP | MEX | EUA | BRA | ABU | Ptos. |

| Cor        | Resultado             |
| ---------- | --------------------- |
| Ouro       | Vencedor              |
| Prata      | 2.º lugar             |
| Bronze     | 3.º lugar             |
| Verde      | Terminou, nos pontos  |
| Azul       | Terminou, sem pontos  |
| Púrpura    | Ret – Retirou-se      |
| Vermelho   | NQ – Não qualificado  |
| Preto      | DSQ – Desqualificado  |
| Branco     | NL – Não largou       |
| Branco     | C – Corrida cancelada |
| Azul claro | AT – Apenas Treino    |
| Sem cor    | NP – Não participou   |
| Sem cor    | Les – Lesionado       |
| Sem cor    | EX – Excluído         |